# Hanok
Mit Hanok (koreanisch: 한옥) wird ein traditionelles Wohnhaus in Korea bezeichnet, das bis zur Modernisierung Südkoreas im 20. Jahrhundert über viele Jahrhunderte zuvor das Standardwohnhaus der südkoreanischen Bevölkerung war und heute noch in ländlichen Teilen Süd- und Nordkoreas ist. 

## Philosophie des Bauens
In der asiatischen Philosophie basiert alles im Universum auf den fünf Elementen Holz, Feuer, Erde, Metall und Wasser. In Anlehnung dieses Denkens wurden die Hanok-Häuser in Korea ebenfalls aus fünf Elementen gebaut, aus Holz, Ton, Papier, Stein und Metall. Die Gebäude versuchen, einen Lebensraum der Koexistenz von Mensch und Natur zu schaffen. Dieses Grundprinzip spiegelt sich in allen Aspekten der Planung wider, von der inneren Struktur bis hin zu den verwendeten Materialien.
Obwohl es einige vergleichbare Charakteristika zwischen den traditionellen chinesischen, japanischen und koreanischen Häusern gibt, so haben sich die Baustile, Einrichtungen und Ausrichtungen der Häuser in ihrer Umgebung doch aufgrund klimatischer Besonderheiten und kulturellen Eigenheiten in Korea etwas anders entwickelt.

### Prinzipien der Positionierung eines Hanok
Der traditionelle Hausbau in Korea wird sehr stark von der umgebenden Natur mitbestimmt. Das Prinzip zur Findung des idealen Bauplatzes wird Baesanimsu (배산임수) genannt, welches vor allem zwei Grundkriterien beschreibt: die Hauptausrichtung des Gebäudes zu einem Wasser und einem Berg im Hintergrund. Auch waren die Hanok-Häuser in den meisten Fällen nach Süden ausgerichtet und die Küche im westlichen Teil des Hauses untergebracht. So konnten die Rauchschwaden aufgrund der vorherrschenden Winde aus Sibirien besser abziehen. Die Rückseite des Hauses trotzte den kalten Winden von Norden und der nach Süden offenere Teil ließ die wärmende Sonne hinein.

### Heizung und Kühlung
Bei der Planung eines Hanok wird sehr stark berücksichtigt, in welcher Umgebung es gebaut werden soll. Insbesondere die klimatischen Aspekte spielen eine große Rolle. Demzufolge finden sich auch unterschiedliche Gebäudetypologien innerhalb Koreas: Um die Wärme besser zu speichern, ist in den nördlichen, kälteren, Regionen der Grundriss in der Regel quadratisch. Außerdem sind alle Räume miteinander verbunden. Die Anzahl der Fenster ist auf ein Minimum reduziert. In mittleren Regionen findet man eher L-förmige Grundrisse, während die südlichen Regionen längliche Gebäudeformen aufweisen. Zahlreiche Fenster ermöglichen eine gute Luftzirkulation.
Um auf die mitunter sehr strengen Winter zu reagieren, sind Hanoks mit einer Fußbodenheizung, Ondol (온돌) ausgestattet. In südlichen Regionen besitzen die Gebäude zwischen den Räumen einen überdachten Korridor Daecheong (대청), der eine gute Luftzirkulation ermöglicht. Diese einfachen Methoden von Heizen und Kühlen waren so effektiv, dass sie in vielen Häusern heute noch in Betrieb sind.

### Material
Die verwendeten Baumaterialien eines Hanoks sind allesamt natürlichen Ursprungs: Lehm, Holz, Naturstein etc. Hanji (한지) (traditionelles koreanisches Papier) kommt außerdem zum Einsatz. Es wird mit einer Art Bohnenöl lasiert, womit es wasserdicht wird. Anschließend wird es poliert. Fenster und Türen, die mit Hanji verkleidet sind, haben nicht nur ein elegantes Erscheinungsbild, sondern sind zudem noch atmungsaktiv. Die vertikalen Holzpfosten werden nicht im Erdreich verankert, sondern ruhen auf Ecksteinen, die vor allem verhindern, dass Feuchtigkeit aufsteigt.

### Raumaufteilung
Je nach Haustyp, des Giwajib (기와집) für Angehörige der bürgerlichen Gesellschaft (Yangban), oder Chogajib (초가집) für die einfachen Leute, gab es unterschiedliche Räume für unterschiedliche Zwecke. Während das einfache Hanok aus Bang (방), einem einfachen, mit Fußbodenheizung beheizten Raum, Daecheong (대청), einem repräsentativen Hauptraum mit unterlüftetem Fußboden aus Holz, der eher für die Sommermonate geeignet war, und Bueok (부엌), einer Küche bestand, wiesen die Häuser der bürgerlichen Klasse noch zusätzliche separate Räume auf, die vor allem für die Männer bestimmt waren.

### Dach
Das Dach eines Hanok sagt viel über die soziale Zugehörigkeit des Besitzers aus. Sehr aufwändig gearbeitete Dachziegel, Giwa (기와) genannt, kamen vor allem an Häusern der bürgerlichen Gesellschaft zum Einsatz. Die charakteristischen, tief heruntergezogenen, Ecken eines Daches werden Cheoma (처마) genannt. Bei deren Planung wird sehr genau auf den örtlichen Sonnenverlauf geachtet, um eine maximale Verschattung des Innenraums zu gewähren. Die Dachformen sind je nach Gebäudetypologie und -grundriss unterschiedlich, zum Beispiel Walmdach oder Satteldach mit Giebel. In südlichen Regionen, vor allem auf der Insel Jeju-do (제주도), wurden die Dächer häufig mit Reisstroh bedeckt, ebenso wie bei den Häusern der einfachen Leute.

## Fotogalerie

Hanok
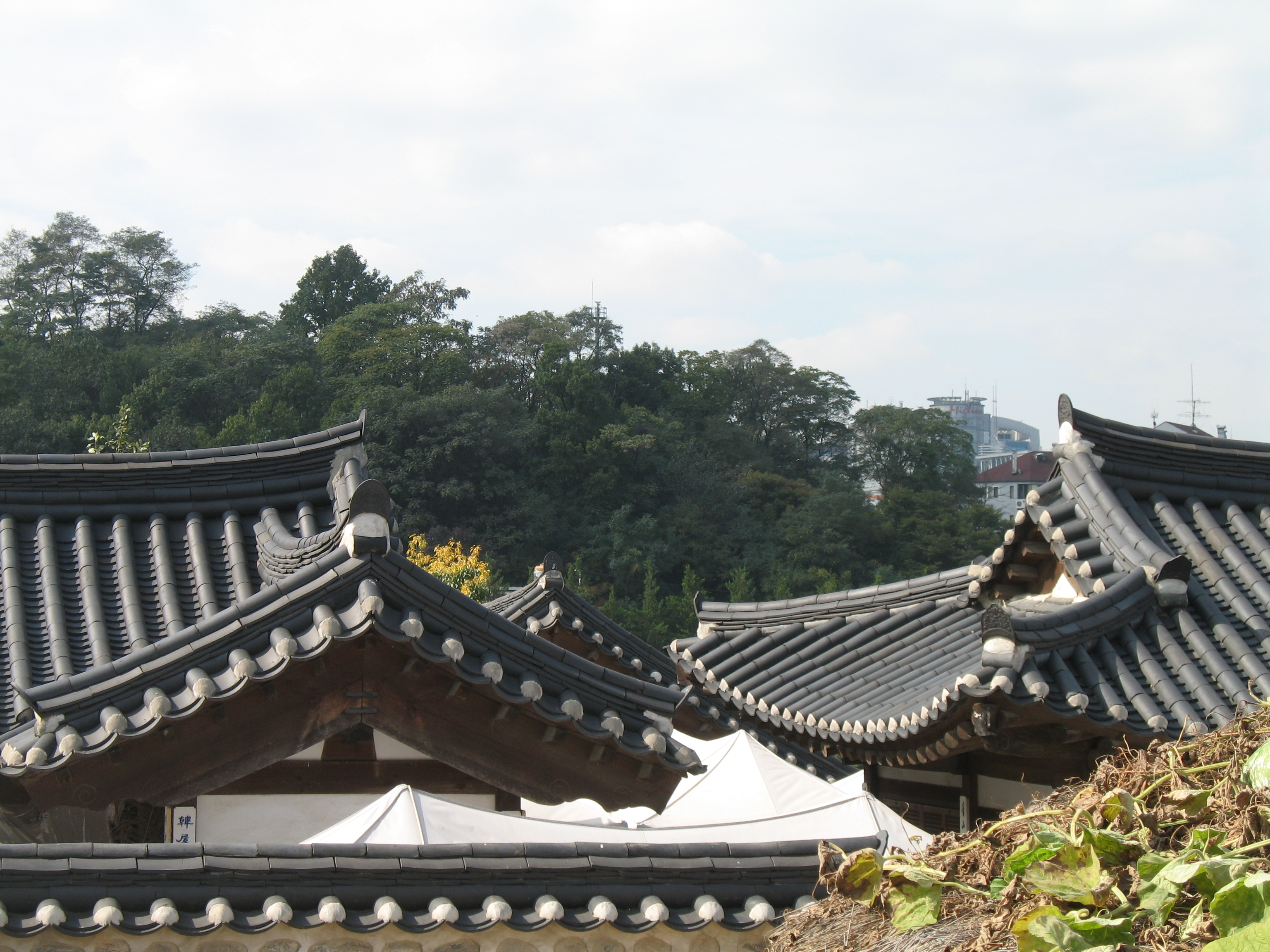
Hanok-Dächer in Seoul
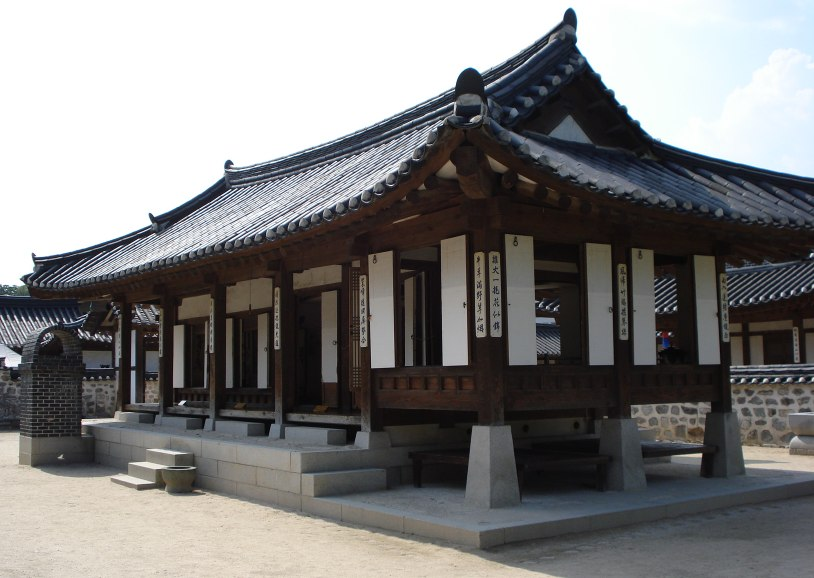
Hanok von außen
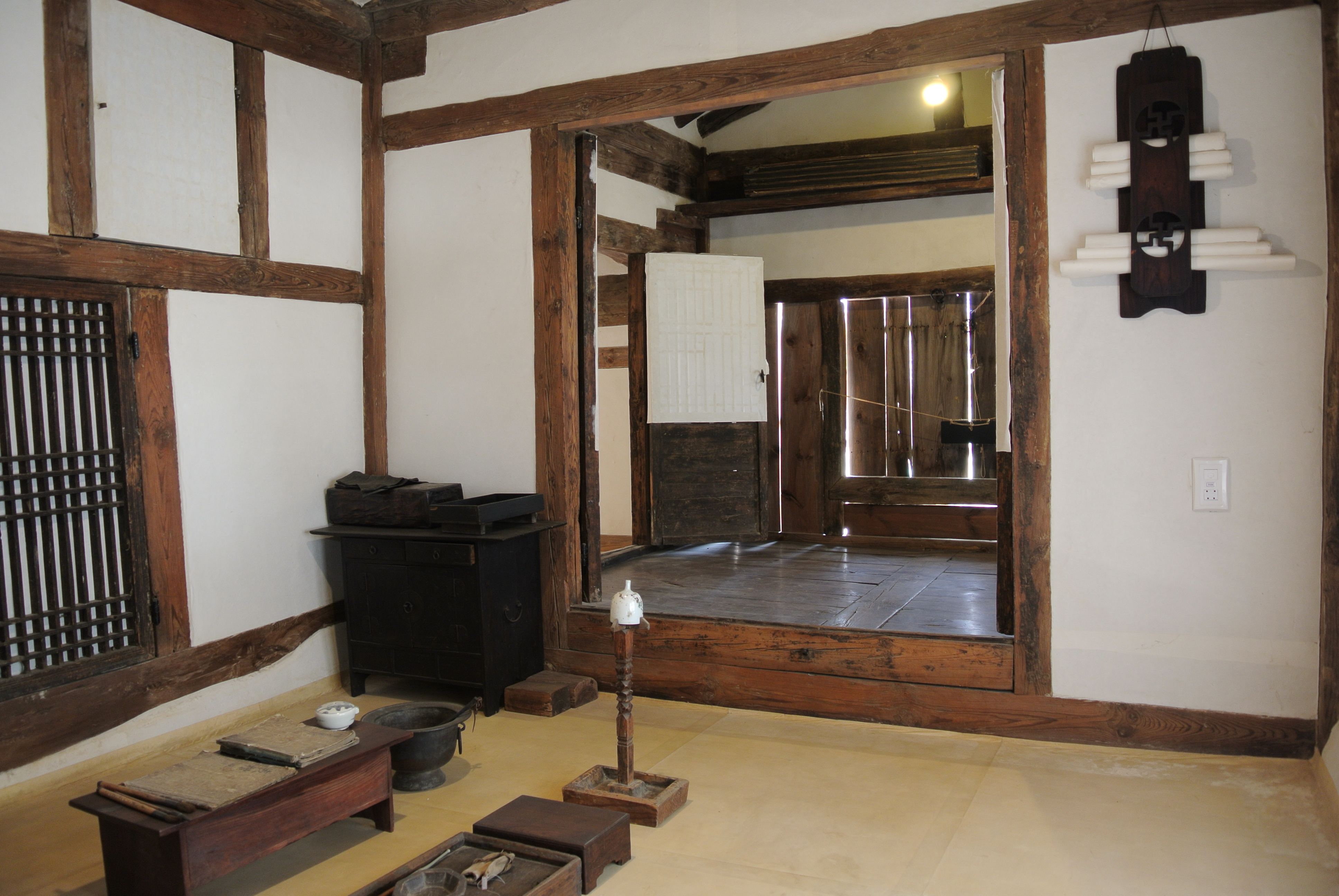
Innenraum
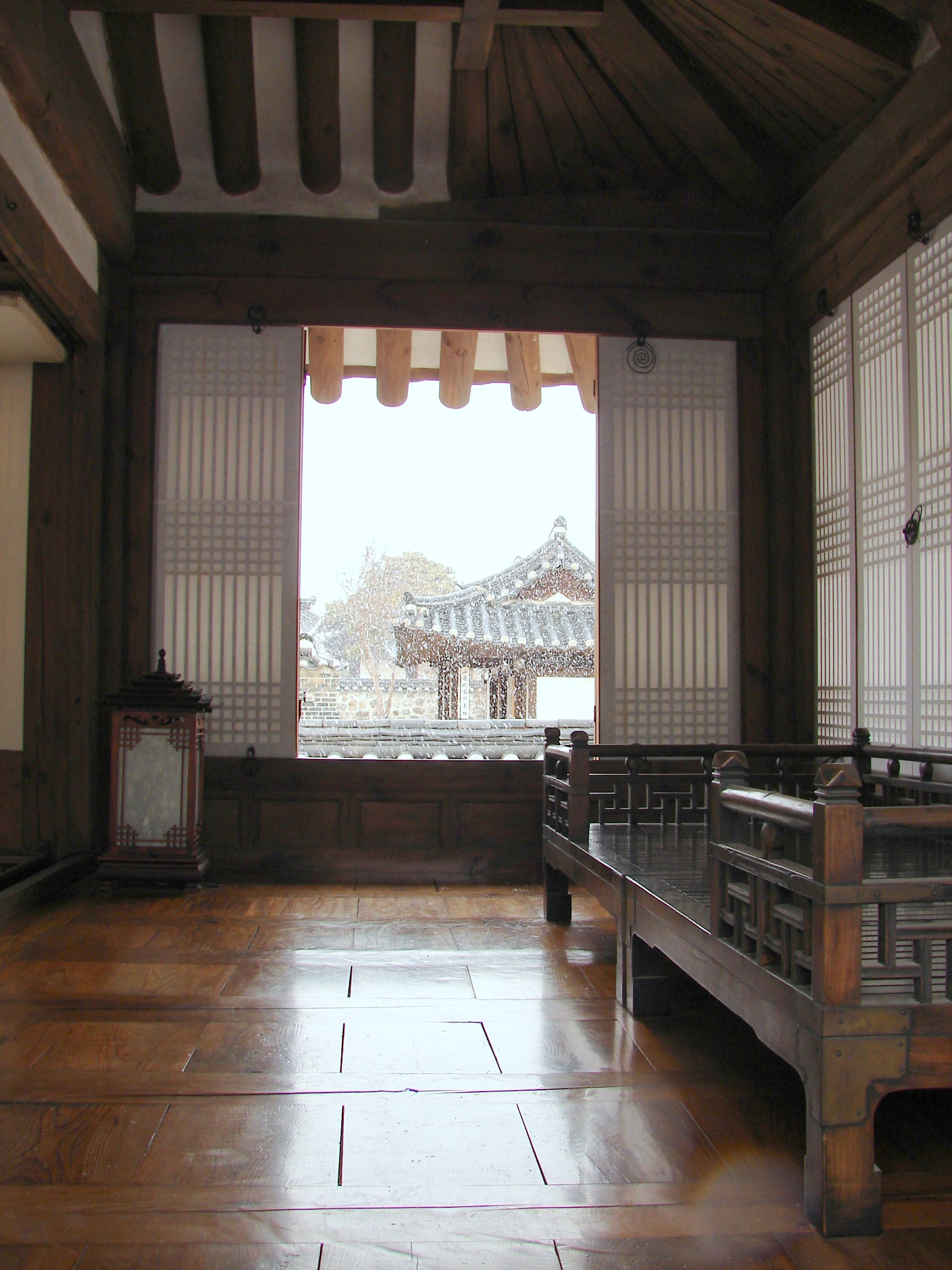
Inneneinrichtung eines Hanoks
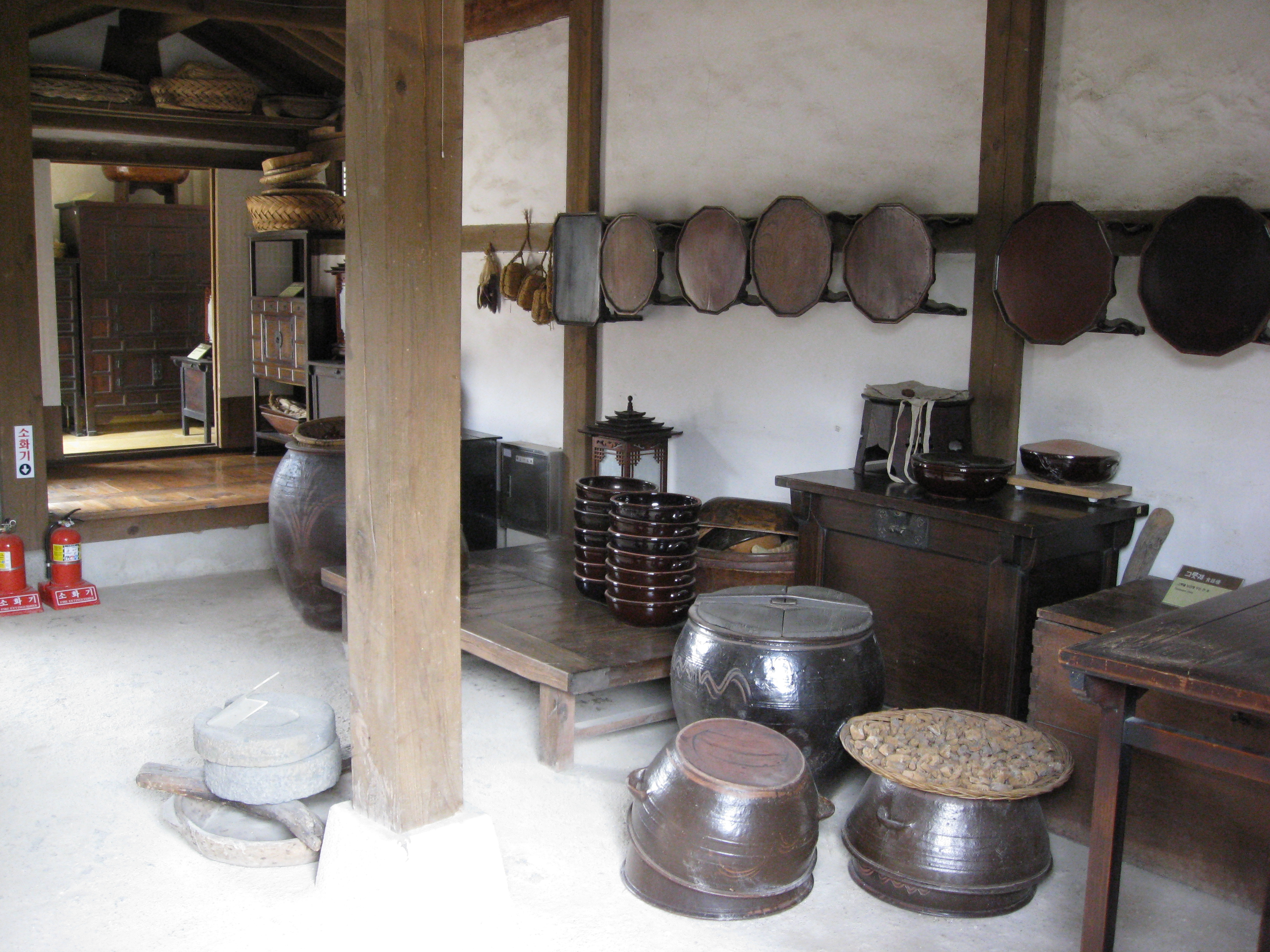
Küche